# Lake McKerrow/Whakatipu Waitai
Der Lake McKerrow/Whakatipu Waitai ist ein See in der Region Southland auf der Südinsel von Neuseeland.

## Geographie
Der See befindet sich im Norden der Gebirgslandschaft von Fiordland, rund 18 km nordnordöstlich des unter Touristen sehr bekannten Milford Sound/Piopiotahi. Mit einer leichten Südsüdost-Nordnordwest-Ausrichtung dehnt sich der längliche See über eine Länge von rund 15 km zur Westküste der Südinsel hin aus und verfügt an seiner breitesten Stelle eine Breite von rund 2,2 km. Seine Fläche umfasst bei einem Seeumfang von rund 35 km rund 21,3 km². Eingefasst ist der See von der Gebirgskette der bis zu 1648 m hohen Skipper Range im Osten und den Bergen im Westen, die westlich des südlichen Ende des Sees mit dem 1640 m Mount Thunder ihren Höhepunkt an der Seite des Sees finden.
Gespeist wird der Lake McKerrow/Whakatipu Waitai, neben vielen kleineren Streams, vom Hollyford River/Whakatipu Kā Tuka, der von Süden kommend am südlichen Ende des Sees in den See mündet. Zur Westküste hin entwässert der Fluss des See und mündet rund 6 km nordnordwestlich in die Tasmansee.

## Geologie
Das Gebiet des Lake McKerrow/Whakatipu Waitai stellt den Übergang zwischen den vergletscherten Tälern der südlichen Region des Westland District der Region West Coast auf der nordöstlichen Seite und den Fjorden der Region Southland im Südwesten dar. Vor rund 20.000 Jahren durch Vergletscherung entstanden, wurde der See, der eigentlich zu der Kategorie der Fjorde zählen müsste, durch ablagerte Sedimente von der Tasmansee abgeschnitten. Das Meer befindet sich heute rund drei Kilometer vom Nordende des Sees entfernt. Der nördliche Teil des Sees befindet sich um Wirkungsbereich der Alpine Fault, einer geologischen Verwerfung, die entlang der Westküste der Südinsel von Nordosten nach Südwesten verläuft. Die Alpine Fault verläuft dabei durch den See. Forscher von GNS Science und der University of Nevada, Reno untersuchten Sedimente des Hokuri Creek nahe dem See und wiesen auf 24 Erdbeben in der Verwerfung der letzten 8000 Jahre hin.

## Wanderweg
An der Ostseite des Sees führt der Hollyford Track, einer der bekanntesten neuseeländischen Wanderwege, entlang des See nach Norden. Die drei Hütten, McKerrow Island Hut, Demon Trail Hut und die Hokuri Hut ermöglichen Wanderern am Ufer des See zu übernachten.